# Bea Szenfeld
Bea Szenfeld, właśc. Beata Szenfeld (ur. 23 grudnia 1972) – projektantka mody, designerka, artysta plastyk.

## Młodość
Dzieciństwo spędziła w Polsce. W 1983 roku zaraz po stanie wojennym jako 11-latka wyemigrowała z matką do Szwecji.
Jest absolwentką szkoły projektowania „Beckmans” w Sztokholmie. Stypendystka szwedzkiej sieci H&M.

## Kariera
W 2002 roku uczestniczyła w szwedzkim reality-show „Fashion House” na antenie TV3 wygrywając ten program. Nagrodą programu było stypendium na 8-miesięczną praktykę w domu mody Stelli McCartney w Londynie. Projektowała dla m.in. Micael Bindefeld, Barilla, Tommy Hilfiger. W 2010 roku Björk odebrała nagrodę na gali „Polar Music Prize” w sukni jej projektu.

### Wystawy i pokazy mody (wybrane)
- 2012: Wystawa prac Centrum Sztuki Współczesnej „Łaźnia” w Gdańsku[6]
- 2011: Wystawa prac w Regionmuseet Kristianstad[7]
- 2010: Pokaz kolekcji jesień-zima Fashion Week w Sztokholmie[8]
- 2009: Pokaz kolekcji wiosna-lato Fashion Week w Sztokholmie[9][10]

## Nagrody
- 2012: Nominacja do Nagrody ECCO „Walk in Style”